# Pop Music (альбом)
Pop Music — альбом-компиляция лучших вещей панк-певца Игги Попа, вышедший в 1996 году.

## Об альбоме
Pop Music составлен из песен эры лейбла Arista Records (1979-1982): «New Values», «Soldier» и «Party».

## Список композиций
1. Loco Mosquito - 3:16
2. Bang Bang - 4:07
3. Tell Me a Story - 2:47
4. Pumpin' for Jill - 4:31
5. Take Care of Me - 3:26
6. I Need More - 4:04
7. I'm Bored - 2:46
8. Knocking 'Em Down (In the City) - 3:22
9. I Snub You - 3:09
10. Sea of Love - 3:37
11. Play It Safe - 3:05
12. Dog Food - 1:49
13. Happy Man - 2:19
14. Time Won't Let Me - 3:17
15. Five Foot One - 4:29
16. Angel - 3:44
17. Girls - 2:58
18. New Values - 2:38
19. Pleasure - 3:12
20. Houston Is Hot Tonight - 3:31